# Albert Krantz (Musiker)
Albert Krantz (* 1851 in Königsberg i. Pr.; † 9. April 1938 ebenda) war ein deutscher Militärmusiker der Preußischen Armee in Königsberg.

## Leben
Krantz besuchte das Löbenichtsche Realgymnasium und spielte fünf Jahre beim Stadtmusikus in Braunsberg (Ostpreußen). 1872 begann er seine Laufbahn bei der Militärmusik in Königsberg. Als Hautboist diente er beim Infanterie-Regiment „von Boyen“ (5. Ostpreußisches) Nr. 41 in Königsberg und beim 1. Badischen Leib-Grenadier-Regiment Nr. 109 in Karlsruhe. Von 1880 bis 1882 war er zur Hochschule für Musik in Charlottenburg abgeordnet. Mit allen Professoren und Dozenten probte Johannes Brahms die noch unveröffentlichte Tragische Ouvertüre und die Akademische Festouvertüre. An der Altposaune glänzte Krantz mit dem Spiel vom Blatt.
Im Mai 1883 kam er als „Musikmeister auf Probe“ zum Infanterie-Regiment Nr. 43. Unter zwölf Regimentskommandeuren spielte er nicht nur Militärmusik, sondern auch sinfonische Werke. In Königsberg erfreuten sich seine Richard-Wagner-Abende großer Beliebtheit. Krantz und seine Kapelle wurden auch außerhalb Ostpreußens berühmt. Als die 43er 1889 den Namen Infanterie-Regiment „Herzog Karl von Mecklenburg-Strelitz“ (6. Ostpreußisches) Nr. 43 erhielt, komponierte Krantz den Herzog Karl-Marsch. Nach der letzten Kaiserparade auf dem Devauer Platz (1910) stellten die 43er die Fahnenkompanie. S.M. waren angetan vom Fahnentruppmarsch und wollten ihn für das Gardekorps mitnehmen. Krantz schrieb ihn über Nacht nieder und setzte ihn in Partitur. Dafür erhielt er den Königlichen Hausorden von Hohenzollern. Der Regimentskommandeur Friedrich von Gontard schätzte Krantz sehr und sorgte dafür, dass er 1913 den selten verliehenen Titel Kgl. Musikdirektor erhielt.
Als sein Regiment unter Ernst von Eisenhart-Rothe in den Ersten Weltkrieg zog und die Musiker als Hilfskrankenträger der Sanitätstruppe mitnahm, blieb Krantz mit seinen 63 Jahren zuhause; er gründete aber ein neues Musikkorps. Die Erlöse aus Konzerten kamen der Wohlfahrt zugute. Die Kapelle spielte oft in Lazaretten und bei der Beisetzung von Soldaten. Krantz wurde 1920 als Leutnant pensioniert. Über fast vierzig Jahre gehörte er zu den volkstümlichsten Erscheinungen des Königsberger Stadtbildes. Als er im Alter von 87 Jahren starb, hinterließ er einen Sohn und eine Tochter. Beerdigt wurde er auf dem Luisenfriedhof in Hufen (Königsberg). Erhalten sind seine Erinnerungen Aus meinem Leben.
Krantz war Freimaurer und ab 1905 Mitglied der Königsberger Loge Zum Todtenkopf und Phoenix.